# Виборчий округ 67
Виборчий округ 67 — виборчий округ в Житомирській області. В сучасному вигляді був утворений 28 квітня 2012 постановою ЦВК №82 (до цього моменту існувала інша система виборчих округів). Окружна виборча комісія цього округу розташовується у великій залі засідань Чуднівської районної ради за адресою м. Чуднів, вул. Героїв Майдану, 125.
До складу округу входять частина Богунського району (окрім території між проспектом Незалежності і проспектом Миру з однієї сторони та річкою Кам'янка з іншої сторони та окрім кварталів прилеглих до проспекту Миру із північної сторони) міста Житомир, а також Житомирський, Любарський, Романівський і Чуднівський райони. Виборчий округ 67 межує з округом 65 на північному заході, з округом 66 на північному сході, з округом 63 на південному сході, з округом 13 на півдні, з округом 191 на південному заході, з округом 190 на заході та має всередині округ 62 у вигляді ексклаву. Виборчий округ №67 складається з виборчих дільниць під номерами 180292-180362, 180519-180562, 180970-181021, 181166-181224, 181373-181381, 181387, 181390-181398 та 181461-181462.

## Народні депутати від округу
| Ім'я                           | Фото | Партія         | Скликання | Дата набуття повноважень | Дата припинення повноважень |
| ------------------------------ | ---- | -------------- | --------- | ------------------------ | --------------------------- |
| Развадовський Віктор Йосипович |      | самовисуванець | 7-ме      | 12 грудня 2012           | 27 листопада 2014           |
| Развадовський Віктор Йосипович |      | самовисуванець | 8-ме      | 27 листопада 2014        | 29 серпня 2019              |
| Кузьміних Сергій Володимирович |      | Слуга народу   | 9-те      | 29 серпня 2019           |                             |

## Результати виборів

### Парламентські

#### 2019
Кандидати-мажоритарники:
- Кузьміних Сергій Володимирович (Слуга народу)
- Развадовський Віктор Йосипович (самовисування)
- Ходак Ігор Євгенович (Батьківщина)
- Кропивницький Володимир Миколайович (самовисування)
- Адам'як Сергій Іванович (Європейська Солідарність)
- Бовсуновський Юрій Іванович (Свобода)
- Міскевич Микола Олександрович (Опозиційний блок)

#### 2014
Кандидати-мажоритарники:
- Развадовський Віктор Йосипович (самовисування)
- Кропивницький Володимир Миколайович (самовисування)
- Адам'як Сергій Іванович (самовисування)
- Крутій Сергій Григорович (Свобода)
- Білецький Олег Миколайович (Батьківщина)
- Шегеда Олександр Васильович (Радикальна партія)
- Ушаков Сергій Іванович (Сильна Україна)
- Сокорчук Василь Миколайович (самовисування)
- Оксаніч Юрій Олегович (самовисування)
- Слободенко Людмила Дмитрівна (Блок лівих сил України)

#### 2012
Кандидати-мажоритарники:
- Развадовський Віктор Йосипович (самовисування)
- Кізін Сидор Васильович (Свобода)
- Кропивницький Володимир Миколайович (Соціалістична партія України)
- Довбиш Юрій Григорович (УДАР)
- Самчик Максим Юрійович (Партія регіонів)
- Солоп Михайло Павлович (Комуністична партія України)
- Боровська Наталя Дмитрівна (самовисування)
- Козел Василь Васильович (Єдиний центр)
- Грабар Іван Григорович (Україна — Вперед!)

## Явка
Явка виборців на окрузі: